# Ulee Tanoh (Tanah Pasir)
Ulee Tanoh is een bestuurslaag in het regentschap Aceh Utara van de provincie Atjeh, Indonesië. Ulee Tanoh telt 697 inwoners (volkstelling 2010).